# Штефан, Августин Емельянович
Августин Емельянович Штефан (укр. Августин Омелянович Штефан, 11 января 1893, Порошково — 4 сентября 1986, Филадельфия) — украинский педагог, адвокат, общественно-политический деятель, председатель Сейма Карпатской Украины, заместитель главы Правительства Украинской Народной Республики в изгнании и действительный член Научного общества им. Шевченко.

## Биография
Августин Штефан родился в селе Порошково в семье священника Емельяна Штефана.
Получил теологическое образование в Ужгороде, а в 1917 году закончил философский факультет в Будапеште. Работал преподавателем учительской семинарии и реальной гимназии в Ужгороде в течение 1917—1921 годов.
В октябре 1918 года вёл переговоры с Всеобщей украинской радой в Вене об объединении Закарпатья с Галицией. 18 декабря 1918 выступал на съезде Мармарощины, где был избран в Сигетскую народную раду. Был заместителем министра по делам Руськой Краины Ореста Сабо, после его отставки стал комиссаром по делам края.
21 января 1919 года принимал участие во Всенародном конгрессе венгерских русинов в Хусте, на котором было принято решение объединить Закарпатье с Украиной и основать Центральную Русинскую Народную Раду Закарпатья, членом президиума которой был до мартовских событий 1939 года.
С 1925 по 1938 год Августин Штефан являлся председателем Народной рады Мукачево, соучредителем Учительской Громады Подкарпатской Руси и её последним председателем с 1938 по 1939 год.
Работал также редактором газеты Русинъ в Ужгороде с 1921 по 1923 год, соредактор журнала Подкарпатская Русь с 1924 по 1938 год, Учительский Голос с 1930 по 1939 год и еженедельника украинской фракции аграрной партии Земля и Воля с 1934 по 1938 года.
Был основателем и директором Торговой академии в Мукачево с 1922 по 1938 год, после решения Венского арбитража Венский арбитраж перевели в Братиславу.

### Карпатская Украина
С октября 1938 до марта 1939 года Штефан являлся главой министерства образования Карпатской Украины. На первом заседании Сейма Карпатской Украины избран председателем сейма. За его кандидатуру проголосовало 20 из 22 депутатов парламента.

### Эмиграция
Работал директором украинской гимназии в Праге с 1940 по 1945 год, а с 1945 по 1949 был директором в Аугсбурге.
В 1949 году Августин переехал в США, где стал преподавателем в женской академии в Стамфорде в 1949—1969 годах. В 1978—1985 годах был заместителем председателя правительства УНР в изгнании.
С 1969 года жил в Филадельфии.

## Работы
Соавтор первой в Закарпатье грамматики украинского языка фонетическим правописанием 1931 года
- From Carpatho-Ruthenia to Carpatho-Ukraine (1969)
- За правду і волю: спомини і дещо з історії Карп. України (т. 1, 1973; т. 2, 1981)
- Августин Волошин — Президент Карпатської України (1977)